# Steenbek-Projensdorf
Steenbek-Projensdorf bezeichnet den Westteil des Stadtteils Kiel-Wik im Nordwesten von Kiel, etwa fünf bis zehn Kilometer vom Stadtzentrum entfernt.

## Geschichte
Zwischen den Dörfern Wik und Suchsdorf lag gegen Ende des 18. Jahrhunderts das namensgebenden landwirtschaftliche Gut Projensdorf, das heute zur Gemeinde Altenholz gehört. Nördlich vom Gut Projensdorf floss der leicht zu überwindende Fluss Levensau, der von 1777 bis 1784 zum Eiderkanal ausgebaut wurde. Auf den Ländereien des Gutes Projensdorf befindet sich die brückenlose Rathmannsdorfer Schleuse. Der Eiderkanal wurde in den Folgejahren durch den Nord-Ostsee-Kanal ersetzt, der mitten im Gebiet des Gutes Projensdorf liegt. Von der Kanalbaugesellschaft wurde das gesamte Gut aufgekauft. Auf der Nordseite verblieb das Herrenhaus mit rund 90 ha Land, welches wieder in Privatbesitz überging. Die Ländereien auf der Südseite, insbesondere das Naherholungsgebiet Projensdorfer Gehölz, erwarb die Stadt Kiel und gemeindete es 1909 ein. Das östlich der Bundesstraße 503 gelegene Gebiet des Stadtteiles Kiel-Wik wurde bereits 1893 mit 1300 Einwohnern nach Kiel eingemeindet.
1798 zogen acht Bauern, die zuvor Leibeigene in der Wik gewesen waren, zum Kürberg, die Anhöhe, auf der das Lubinus-Klinikum liegt, und bildeten an dieser Stelle ein neues kleines Dorf, was sie Steenbek nannten. Der Name ist ein Hinweis auf einen Bach, den Steinbach, der hier floss. Der Südrand des Projensdorfer Geheges bildet die historische Grenze zwischen Steenbek und Projensdorf.
Ab 1960 begann die Besiedlung Steenbek-Projensdorfs in so großem Maßstab, dass das Gebiet im Laufe der 1970er- und 1980er-Jahre eine großstädtische Ausprägung erhielt.
Durch den Bau der Bundesstraße 503 im Jahre 1970 wurde eine räumliche Trennung zwischen dem Westteil – Steenbek/Projensdorf – und dem Ostteil des Stadtteils Kiel-Wik geschaffen.
Steenbek-Projensdorf weist ein Einkaufszentrum mit Bank, früher einem Reisebüro, heute ein Lottoladen, und Restaurants auf. Ferner findet man hier Alten- und Studentenwohnheime, Kirchen und das 1966 gegründete Ernst-Barlach-Gymnasium, vergleiche Guntram Altnöder. Einer der bedeutendsten Neubauten in Steenbek (und Kiel) war der Bau des Lubinus-Klinikums im Jahre 1984, heute ein umfangreiches medizinisches Kooperationszentrum.

## Grenzen des Ortsbeiratsbezirks Steenbek-Projensdorf
Steenbek und Projensdorf bilden seit 1981 einen der 18 Ortsbeiratsbezirke der Stadt Kiel und zwar den Ortsbeiratsbezirk 4 Steenbek-Projensdorf. Dessen Grenze verläuft im Südwesten zwischen Holstein-Stadion und Levensauer Hochbrücke entlang der Bundesstraße 76 – südwestlich davon liegt der Ortsbeiratsbezirk Suchsdorf. Im Norden verläuft die Grenze entlang des Nord-Ostsee-Kanals von der Levensauer Hochbrücke bis zu den Holtenauer Hochbrücken. Die Ostgrenze bildet die Bundesstraße 503 zwischen Hochbrücke und Steenbeker Weg. Die Südostgrenze ist die Projensdorfer Straße, der Westring bis zur Bundesstraße 76. Innerhalb des Ortsbeiratsbezirks liegen also insbesondere das Holstein-Stadion und das Lubinus-Klinikum.

## Sportstätten
- Trainingszentrum von Holstein Kiel am Rande des Projensdorfer Gehölzes.[9]
- Sporthalle und Sportplatz am Ernst-Barlach-Gymnasium.[10]